# Яковлев, Владимир Дмитриевич (писатель)
Владимир Дмитриевич Яковлев (1817—1884) — русский писатель и поэт.

## Биография
Родился в 1817 году.
Сначала недолго учился в Императорской Академии художеств, а затем перешёл в Главный педагогический институт. По окончании института был назначен преподавателем уездного Крестецкого училища в Новгородской губернии, но очень скоро перевёлся в Петербург, где был назначен учителем Андреевского приходского училища на Васильевском острове, из которого вскоре был переведён в Рождественское приходское училище, но и здесь оставался недолго. В середине 1840-х годов он окончательно оставил педагогическую деятельность.
В конце 1840-х годов путешествовал по Италии и свои путевые впечатления описал в ряде очерков, помещённых в «Отечественных записках» и «Библиотеке для чтения», «Современнике», позднее в «Русском слове», «Светоче», «Сыне отечества» и прочих, и частью вошедших в его книгу: «Италия. Письма из Венеции, Рима и Неаполя» (Санкт-Петербург, 1855).
В начале 1860-х годов Яковлев ослеп. Последние свои произведения он не мог уже писать сам и диктовал своей жене. Умер в Санкт-Петербурге 3 (15) ноября 1884 года и был похоронен на Смоленском лютеранском кладбище (вместе с профессором Д. Ф. Беляевым).